# Tympanota melanconia
Tympanota melanconia is een vlinder uit de familie van de spanners (Geometridae). De wetenschappelijke naam van de soort is als Megaloba melanconia voor het eerst geldig gepubliceerd in 1926 door Prout.